# Acalolepta trucana
Acalolepta trucana là một loài bọ cánh cứng trong họ Cerambycidae.